# Hermano V de Baden-Baden
Hermano V de Baden-Baden (em alemão:  Hermann V. ; ca. 1180 – 17 de janeiro de 1243) foi um nobre alemão pertencente à Casa de Zähringen, marquês de Verona e de Baden-Baden de 1190 até à sua morte.

## Biografia
Hermano V era filho do marquês Hermano IV de Baden e de sua mulher Berta de Tübingen. Após a morte do pai, Baden foi dividido entre os dois filhos, tendo Hermano V ficado com Baden-Baden e o seu irmão, Henrique I com Baden-Hachberg.
Ele viu-se envolvido na disputa pelo trono do Sacro Império Romano-Germânico, conflito entre a Casa de Hohenstaufen e a Casa de Welf entre 1198 e 1215, tendo tomado partido de Filipe da Suábia, rei da Germânia e, de 1208 a 1211, apoiou o imperador Otão IV. Por fim, foi um fiel seguidor do imperador Frederico II.
Em 1217 casou com Irmengarda, Condessa Palatina do Reno (1200-1260), filha de Henrique V, Conde Palatino da Casa de Guelfo, com quem esteve casado até à sua morte.
Hermano fundou as cidades de Backnang, Pforzheim e Estugarda. Em 1219 Pforzheim tornou-se a sede da Marca de Baden.
Em 1218 abandonou as pretensões do título de Zähringen e, em 1227, desistiu também das pretensões sobre Brunsvique. Hermano foi então feito Conde de Ortenau e Brisgau.
Na comitiva do imperador Frederico II, viajou por grande parte da Alemanha e de Itália e, em 1221, ficou cativo no Egipto. Tomou parte na Quinta Cruzada e na Sexta Cruzada em 1228 com Frederico II. Foi conselheiro de Henrique VII até este ser destronado. Hermano também tomou parte na defesa contra o ataque Mongol, em Liegnitz.
Fundou e apoiou vários mosteiros importantes, como as Abadias de Maulbronn, Tennenbach, Herrenalb, Selz, Salem e Backnang. Também a sua mulher Irmengarda fundou a Abadia de Lichtenthal, na cidade de Baden-Baden em 1245, que mais tarde viria a tornar-se o panteão dos marqueses de Baden.
Hermano V faleceu a 17 de janeiro de 1243, sendo sucedido por seu filho mais velho, Hermano VI na Marca de Baden-Baden. Foi sepultado em Backnang, até que a sua viúva transladou os restos mortais pata a Abadia de Lichtenthal em 1248.

## Família
Do seu casamento com Irmengarda, nasceram quatro filhos:
1. Hermano VI (Hermann) (1225-1250), que sucedeu ao pai como marquês de Baden-Baden;
2. Rodolfo I (Rudolf) (1230-1288), que foi regente e depois marquês de Baden-Baden;
3. Matilde (Mechtild) (died 1258) que casou com Ulrico I de Vurtemberga (1222-1265);
4. Isabel (Elisabeth), que casou primeiro com o conde Everardo de Eberstein e, em segundas núpcias, com Luís II de Lichtenberg.